# 가스랜드
가스랜드(GasLand)는 미국에서 제작된 조쉬 폭스 감독의 2010년 다큐멘터리 영화이다. 조쉬 폭스 등이 주연으로 출연하였고 트리쉬 애들식 등이 제작에 참여하였다.

## 출연

### 주연
- 조쉬 폭스

## 제작진
- 공동제작: 데이빗 로마